# 圖騰柱 (漫畫家)
トウテムポール（Toutemu Poru/Totem Pole，7月21日-）。农民兼日本漫画家。女性。岩手縣出生，现长居岩手縣。

## 人物简介
出道经历是同人志作品转为商业连载。
《星のやうにさよなら》为出道作（2007年），四季赏受赏。在这之前创作了同人志（大振同人）（2005年），受赏后以同人志《东京心中》（2008年）继续活动。2013年，被《opera》杂志编辑挖掘，正式商业出道，开始连载《东京心中》，之前的东京心中同人志连带出单行本。2015年3月6日，在小学馆新杂志《ヒバナ》开始新连载《某阿呆的一生（或るアホウの一生）》，2017年杂志停刊（2017年8月7日发售最后一刊2017年9月10日号），移籍マンガワン。
获赏：
- アフタヌーン四季賞2007年秋季池上辽一特别赏。受赏作品：星のやうにさよなら（70p），当时的笔名为志ろう。
- 這本BL不得了！2014 第一名。受赏作品：东京心中。[2]

## 作品风格
画风也许刚看并不能接受，但是继续读下去就会被吸引。也许作品被分为了某类，但是作品本身是所有人都可以获得共鸣有所启发的作品。人物刻画真实，感情描写细腻，故事有趣但又会让你感动得流泪，还可以从漫画中学到知识。

## 作品一览

### 连载中作品
- 《东京心中》（2013年-、杂志opera、茜新社、单行本目前有9卷）
- 《某阿呆的一生（或るアホウの一生）》（2015年-、杂志ヒバナ→休刊后移籍マンガワン、小学馆、单行本目前有3卷）

### 单行本
日文
- 东京心中上（茜新社，2013-1-25）
- 东京心中下（茜新社，2013-1-25）
- 东京心中2：爱してるって言わなきゃ杀す（茜新社，2013-2-28）
- 东京心中3：君も人生棒に振ってみないか？（茜新社，2013-3-29）
- 东京心中4：アンタのドレイのママでイイ（茜新社，2014-8-8）
- 东京心中5：圣诞祭（茜新社，2015-10-7）
- 或るアホウの一生1（小学馆，2015-10-7）
- 东京心中6：はるのしんぞう（茜新社，2016-10-1）
- 或るアホウの一生2（小学馆，2016-10-12）收录东京心中番外。
- 东京心中7：ブラックドッグノービスケッツ（茜新社，2017-10-28）
- 或るアホウの一生 3（小学馆，2017-11-10）纪念连续出版，在マンガワン上登载了两部作品的collaboration。
- 东京心中8：いつだってそうだ正気でいられない（茜新社，2018-8-30）

中文
- 东京心中上（四季出版社，2014-11-8)
- 东京心中下（四季出版社，2014-11-26)
- 东京心中2：不说爱我就宰了你（四季出版社，2015-5-28)
- 东京心中3：你要不要也赌上自己的人生？（四季出版社，2015-11-4)
- 东京心中4：我愿意永远当你的奴隶（四季出版社，2016-4-27)
- 东京心中5：圣诞祭（四季出版社，2016-8-31)

### 读切
- 星のやうにさよなら（小学馆，月刊アフタヌーン随正刊附送的小册子アフタヌーン四季赏portable，2007年）
- 海に行く道（小学馆，月刊IKKI，2013年，目前杂志停刊）
- グッドバイ（讲谈社，good！アフタヌーン39号，2014年）
- サヨナラせんぷうき（マッグガーデンの，WEBコミックサイト・EDEN vol.1，2014年）
- 人间の证明（讲谈社，good！アフタヌーン2015年4号	2015年）
- 明け方のカラス（讲谈社，good！アフタヌーン2017年4号，2017年）

### 同人志
与石原ひな子先生一起以サークル名「青空驻车とトウテムポール」活动。
出道前：大振同人。东京心中。有小薄本和再录集。
东京心中单行本化后，也有继续出同人志。
或るアホウの一生2018年在冬コミ出本。

## 采访
- 美术出版社，美术手帖2014年12月号，2014年
- cakes编辑部，将棋女子座谈会，2015年
- ワニマガジン社（飞鸟新社），季刊エス2016年4月号（复刊ドットコム），2016年
- 宙出版，BL进化论，p124-149，2017年